# Crematogaster schmidti
De oranje schorpioenmier (Crematogaster scmidti) is een mierensoort uit de onderfamilie van de Myrmicinae. De wetenschappelijke naam van de soort is voor het eerst geldig gepubliceerd in 1853 door Mayr.